# Collège de Bouéni
El Collège de Bouéni es una escuela secundaria ubicada en la ciudad de Bouéni en Mayotte.

## Historia
El Collège de Bouéni es una escuela secundaria ubicada en la localidad de Bouéni en Mayotte, se le conoce históricamente como el primer colegio construido en la localidad, han pasado más de 20 años que los habitantes de la localidad de Bouéni, esperó este colegio.
En 2017 que el ministerio francés de ultramar, Ericka Bareigts, colocó la primera piedra del futuro colegio de Bouéni.
La universidad tendrá capacidad para 1028 estudiantes, incluidos 128 en la sección de educación general y vocacional adaptada.
Este establecimiento fue construido con un enfoque bioclimático